# Потелич (гміна)
Гміна Потиліч — колишня (1934—1939 рр.) сільська ґміна Равського повіту Львівського воєводства Польської республіки (1918—1939) рр.. Центром ґміни було село Потиліч.

1 серпня 1934 р. було створено ґміну Потиліч у Равському повіті. До неї увійшли сільські громади: Дзєвєнцєж, Айнзінґен, Гута Обединьска, Гута Зєльона, Ольшанка, Потиліч, Уліцко Середкєвіч, Уліцко Зарембане.

У 1934 р. територія ґміни становила 109,77 км². Населення ґміни станом на 1931 рік становило 9 966 осіб. Налічувалось 1 833 житлові будинки. 

Відповідно до Пакту Молотова — Ріббентропа 26 вересня територія ґміни була зайнята СРСР. Ґміна ліквідована в 1940 р. у зв’язку з утворенням Немирівського району.